# Kamen Rider The Next
Pour plus de détails, voir Fiche technique et Distribution.
Kamen Rider The Next (仮面ライダー THE NEXT, Kamen Raidā Za Nekusuto, Masked Rider The Next) 
est un film japonais de style Tokusatsu, réalisé par Ryuta Tasaki et scénarisé par Toshiki Inoue, sorti le 27 octobre 2007. 
Le film reprend le concept de la série Kamen Rider V3 et fait suite au film Kamen Rider The First (lui-même une reprise de la série originale Kamen Rider). L'acteur Kazuki Kato, précédemment apparu dans le Daisuke Kazama/Kamen Rider Drake dans Kamen Rider Kabuto, interprète le rôle de Kamen Rider V3.
Les deux acteurs Masaya Kikawada et Hassei Takano reprennent respectivement leurs rôles de Takeshi Hongo/Kamen Rider Ichigo et Hayato Ichimonji/Kamen Rider Nigo. Le film a reçu une classification pour le public de plus de 12 ans, pour des raisons de violence et de brefs passages de nudité.

## Distribution
- Takeshi Hongo (本郷 猛, Hongō Takeshi?): Masaya Kikawada (黄川田 将也, Kikawada Masaya?)
- Hayato Ichimonji (一文字 隼人, Ichimonji Hayato?): Hassei Takano (高野 八誠, Takano Hassei?)
- Shiro Kazami (風見 志郎, Kazami Shirō?): Kazuki Katō (加藤 和樹, Katō Kazuki?)
- Kotomi Kikuma (菊間 琴美, Kikuma Kotomi?): Miku Ishida (石田 未来, Ishida Miku?)[2]
- Chiharu (Chiharu Kazami (風見 ちはる, Kazami Chiharu?)): Erika Mori (森 絵梨佳, Mori Erika?)[2]
- Le leader de Shocker (ショッカー首領, Shokkā Shuryō?, Voix): Gorō Naya (納谷 悟朗, Naya Gorō?)
- Scissors Jaguar (シザースジャガー, Shizāsu Jagā?): Tomorowo Taguchi (田口 トモロヲ, Taguchi Tomorowo?)[2]
- Chainsaw Lizard (チェーンソーリザード, Chēnsō Rizādo?): Rie Mashiko (益子 梨恵, Mashiko Rie?)
- Yamazaki (山崎, Yamazaki?): Shinji Rokkaku (六角 慎司, Rokkaku Shinji?)
- Takako Miki (未來 貴子, Miki Takako?)
- Shindou (進藤, Shindō?): Kyusaku Shimada (嶋田 久作, Shimada Kyūsaku?)
- Le Vice-Principal (教頭, Kyōtō?): Yosuke Saito (斎藤 洋介, Saitō Yōsuke?)
- Soldats de Shocker/Shocker Riders (ショッカー戦闘員／ショッカーライダー, Shokkā Sentōin/Shokkā Raidā?, Voix): Katsumi Shiono (塩野 勝美, Shiono Katsumi?)

### Cascadeurs
- Kamen Rider Ichigo: Hiroshi Maeda (前田 浩, Maeda Hiroshi?)
- Kamen Rider Nigo: Tomohiko Akiyama (秋山 智彦, Akiyama Tomohiko?)
- Kamen Rider V3: Makoto Ito (伊藤 慎, Itō Makoto?)
- Scissors Jaguar: Tomotaka Watanabe (渡辺 智隆, Watanabe Tomotaka?)
- Chainsaw Lizard: Ayako Hino (日野 綾子, Hino Ayako?)

## Chansons
Thème du film
- "Chosen Soldier"
  - Paroles & chant: ISSA
  - Composition: Daisuke Imai (今井 大介, Imai Daisuke?)

Chanson récurrente
- "Platinum Smile"
  - Paroles & chant: Riyu Kosaka
  - Composition: LOVE+HATE